# チロリアンハット

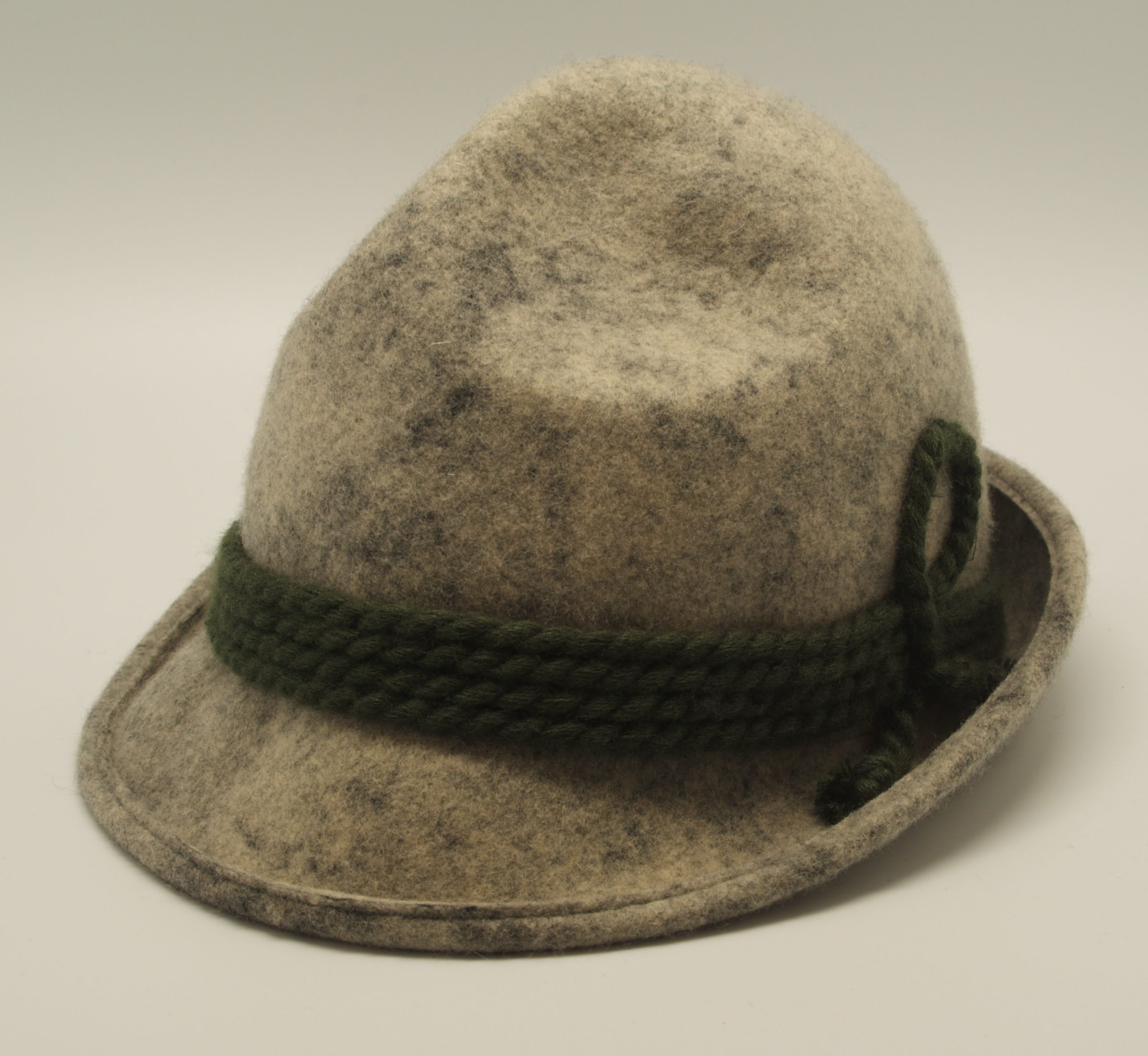
チロリアンハット

チロリアンハット（英: Tyrolean hat, 独: Tirolerhut）は、帽子の一種。アルプス山脈東部のチロル地方に由来する。

## 名称
日本では、「チロルハット」、「チロル帽」とも呼ばれる。英語ではバヴァリアン・ハット（Bavarian hat）やアルペン・ハット（Alpine hat）といった表現も用いられる。

## 形状・用途

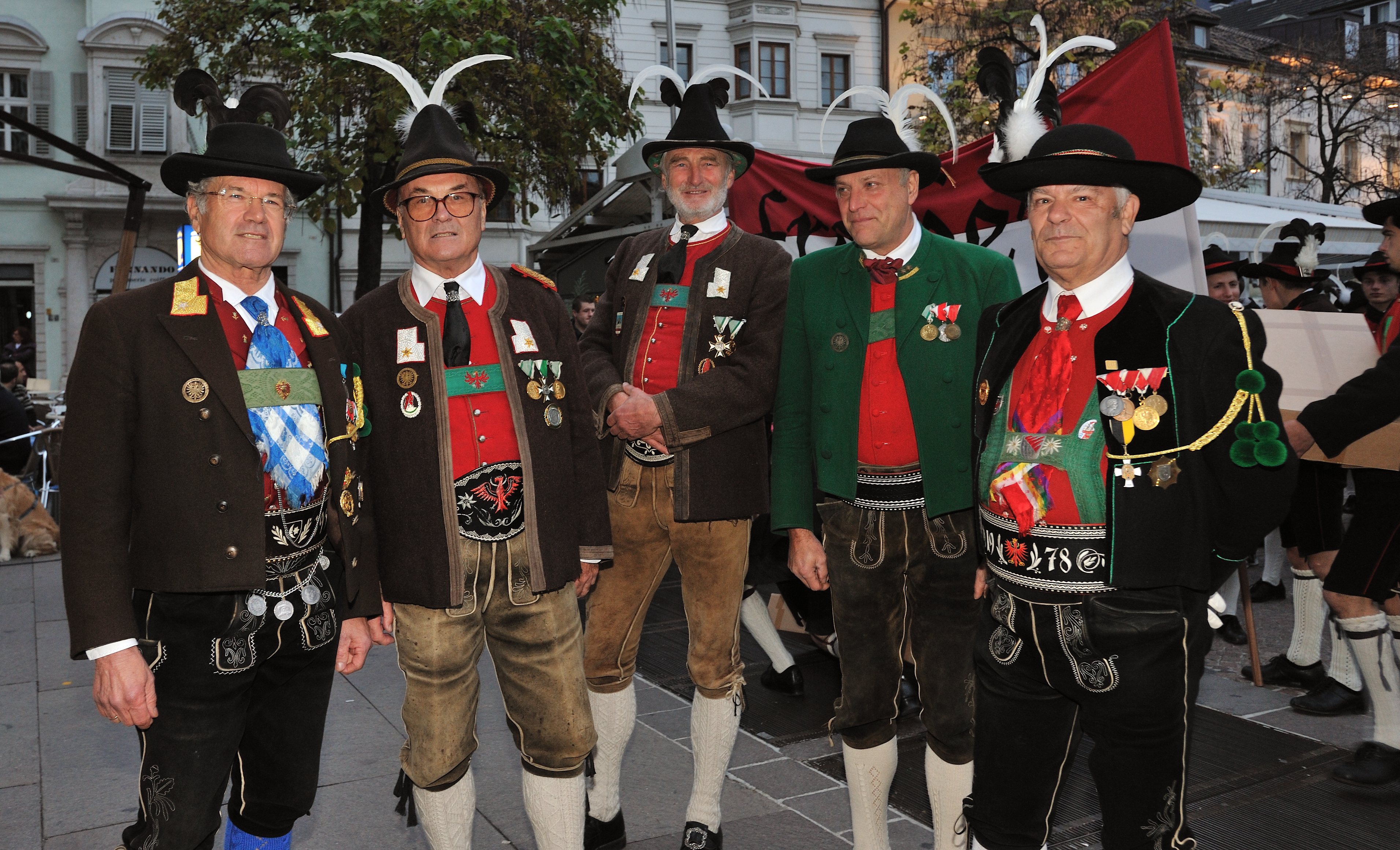
民族衣装としてのチロリアンハット。各地から集まったチロル猟兵が、それぞれの地元の衣装を身に着けている。左から右へ、ボーツェン（南チロル）、リエンツ（東チロル）、Abfaltersbach（東チロル）、カルテルン（南チロル）、イェネージエン（南チロル。指揮官の服装）。

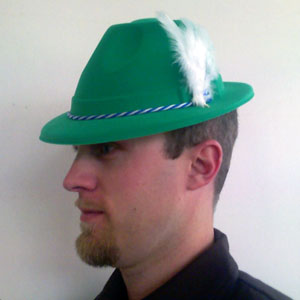
パーティグッズとして簡略化された「チロリアンハット」

一般にフェルト製で、ブリム（つば）が狭く、後ろを折り上げた形で、クラウン（山）の立ち際に飾り紐が巻かれるのが特徴である。クラウンの横に羽根飾りが付けられることもある。
クラウン横の飾りは、花飾りや「ブラシ」であることもある。「ブラシ」は伝統的にシャモア（ヤギの一種）の尾から作られるガムスバート (Gamsbart) と呼ばれるもので、これに羽毛が組み合わされた。帽子の素材としてはフェルトのほかにツイードが用いられ、またコーデュロイやニット、ポリエステル製のものもある。
チロリアンハットには多様なバリエーションがある。チロリアンハットの典型とされるものは北チロル（オーストリア・チロル州）のツィラータール（シュヴァーツ郡）のものである。緑色のフェルトで作られ、山の部分は一点にすぼまる形状をしており、つばは手の幅ほどの狭さである。
男女ともに用いられ、おもに登山用の帽子として愛用される。カジュアル用であり、礼服には用いられない。

## 歴史
19世紀から20世紀にかけて、チロル地方の人々の民族衣装（トラハト、Tracht）は一定程度の統一性を見せるようになった。チロル地方の村々では帽子の形状の多様性が1820年代ないし30年代から現在に至るまで生き残っている。北チロルの帽子の背は高く、つばは狭い。一方、南チロルのワイン地帯ではつば広で背の低い帽子が着用されている。
チロリアンハットは、観光面での「チロル文化のシンボル」としてイメージされるようになった。こうしたイメージは、フォークソングのバンドが「地元の」服装を身にまとったことにも影響された。1962年、ミュージシャンの Billy Mo は "Ich kauf’ mir lieber einen Tirolerhut"（チロリアンハットを買うのがいいよ） という曲を作り、伝統的ブラスバンドとチロリアンハットを結び付けた。1965年には同じタイトルのコメディ映画がつくられている。
イギリス王であったエドワード8世（1894年 - 1972年、在位: 1936年）は、退位後しばしばオーストリアのシュタイアーマルク州に滞在したが、彼がチロル風のファッションを愛用したことも、チロリアンハットの普及に一役買った。

## チロリアンハットの一覧

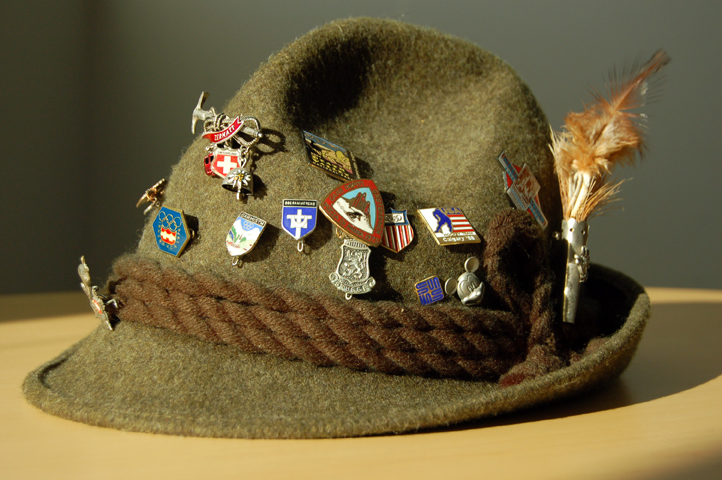
ピンバッジを取り付けたチロリアンハット
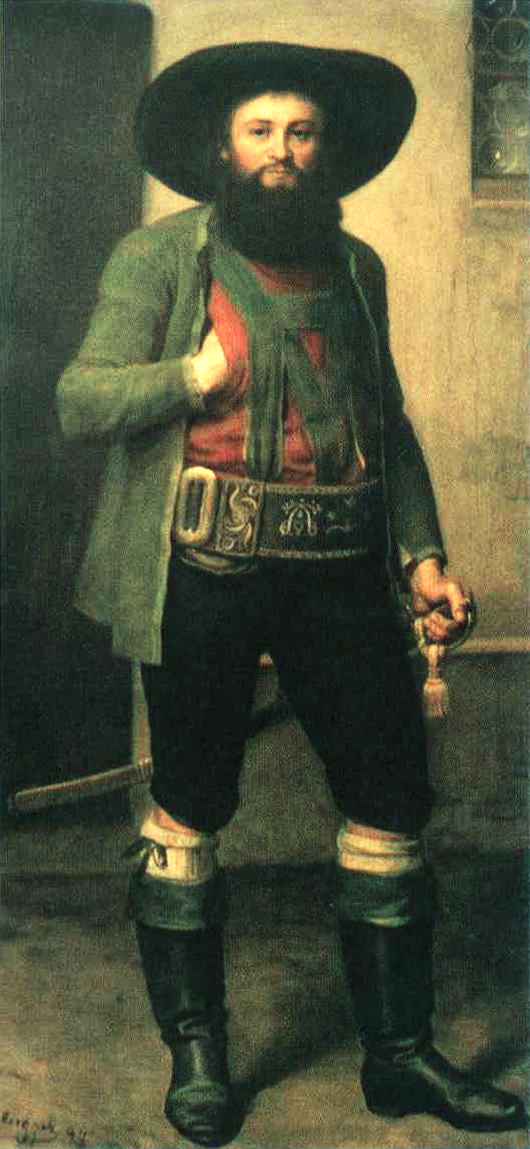
アンドレアス・ホーファー（英語版）を描いた絵。彼は南チロル出身であり、帽子もつば広で平たいものである。
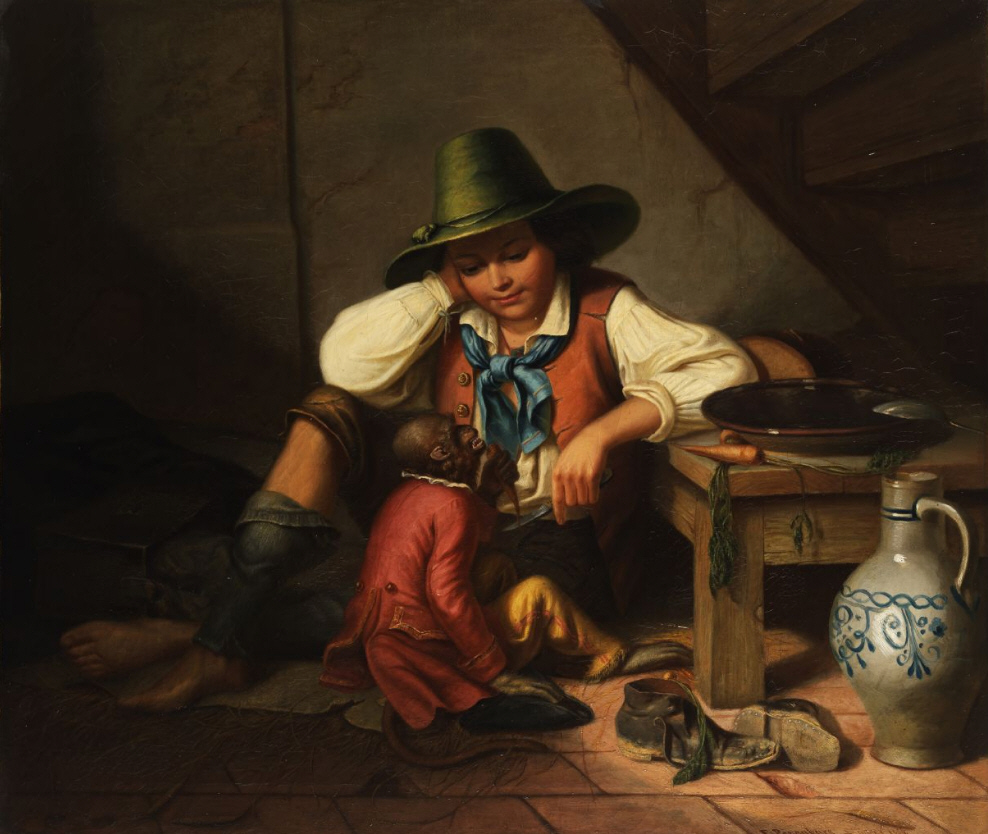
E. Petzenburg画 "Knabe mit Tirolerhut im Spiel mit einem Äffchen"（子猿と遊ぶチロリアンハットの少年）、1834年頃
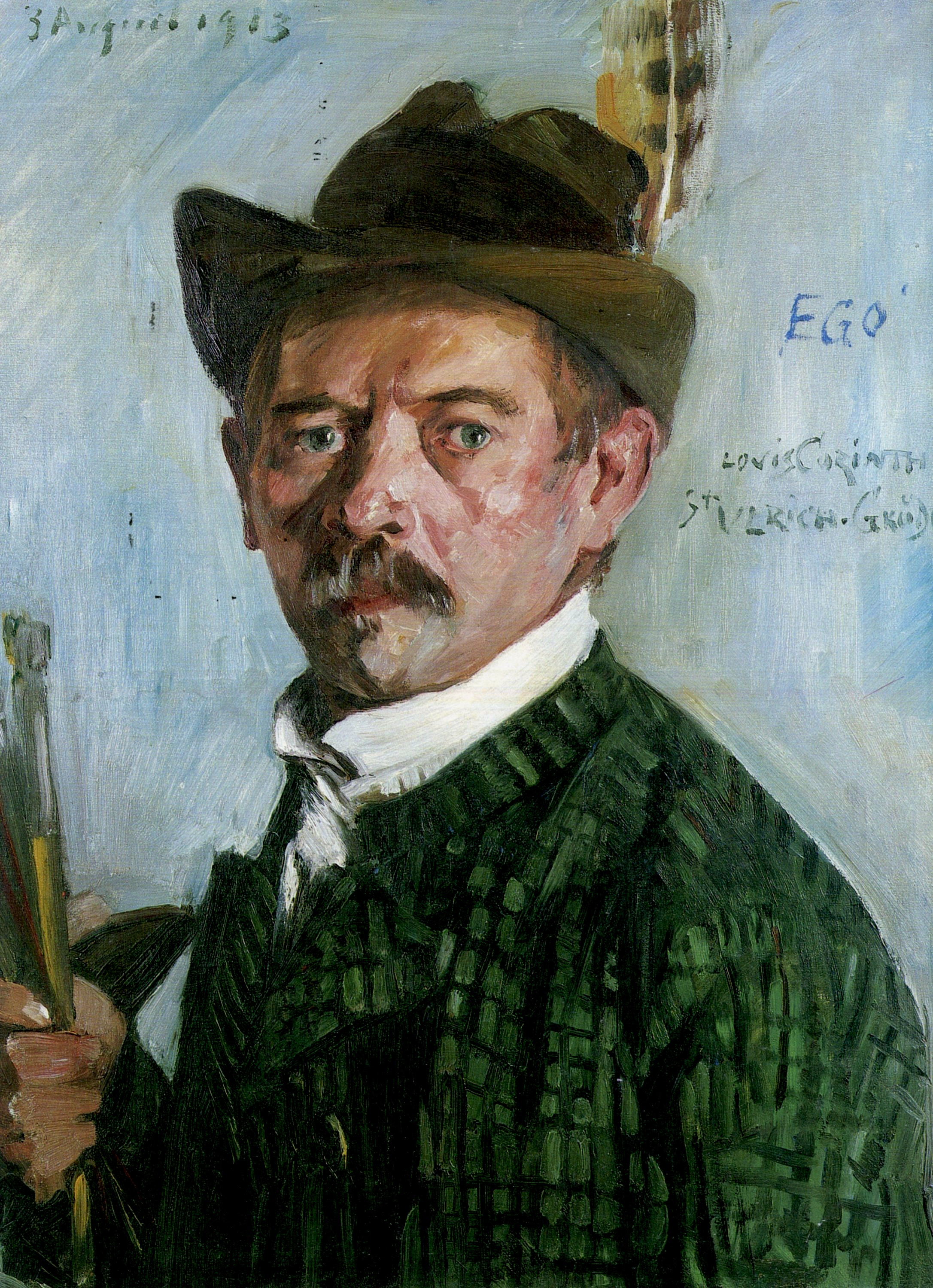
Lovis Corinth画 "Selbstporträt mit Tiroler Hut"（チロリアンハットの自画像）、1913年